# دولان‌اسپرینگ (آریزونا)
دولان‌اسپرینگ (به انگلیسی: Dolan Springs) یک منطقهٔ مسکونی در ایالات متحده آمریکا است که در شهرستان موهاوی، آریزونا واقع شده‌است. دولان‌اسپرینگ ۱۵۰٫۵۴ کیلومتر مربع مساحت و ۳٬۸۹۴ نفر جمعیت دارد و ۱٬۰۳۶ متر بالاتر از سطح دریا واقع شده‌است.